# Flughafen Magadan

i7
i11
i13
Der Flughafen Magadan-Sokol (russisch Аэропорт Сокол; IATA-Code: GDX, ICAO-Code: UHMM) ist der internationale Flughafen der Stadt Magadan im Fernen Osten Russlands. Er liegt unweit der Siedlung Sokol, an der Fernstraße „Kolymatrakt“ gut 50 Kilometer von Magadan entfernt.

## Geschichte
Baubeginn war Anfang 1960. Der Flugbetrieb wurde am 12. Januar 1961 mit dem ersten regulären Flug von Moskau nach Magadan aufgenommen, nach anderen Angaben wurde die erste Ausbaustufe der Start- und Landebahn erst 1963 fertiggestellt, sodass Magadan von Flugzeugen der Typen Il-18, An-10 und An-12 angeflogen werden konnte. Der Bau des Flughafens war 1966 beendet, das Terminal wurde aber erst 1974 fertiggestellt. Zum Dezember 1980 wurde die Start- und Landebahn rekonstruiert, und am 13. Dezember 1980 landete erstmals ein Langstrecken-Verkehrsflugzeug des Typs Il-62.
Die erste „westliche“ Fluggesellschaft, die Magadan anflog, war 1991 Alaska Airlines mit einer MD-80. Im Jahre 2000 wurde der Flughafen um ein internationales Terminal erweitert.
Heute fliegen vorwiegend russische Fluggesellschaften Magadan an, darunter S7 und Aurora Airlines, sowohl mit russischen Typen, als auch mit Boeing 767, Airbus A320 und anderen. Hauptziele sind Moskau und verschiedene Städte in Sibirien und im Fernen Osten Russlands. Der Regionalflugbetrieb wird hauptsächlich von Yakutia Airlines und IrAero absolviert, die unter anderem Anadyr, Jagodnoje, Jakutsk, Omsuktschan, Petropawlowsk-Kamtschatski, Seimtschan, Sewero-Ewensk und Sussuman mit An-24, An-28 und An-140 anfliegen (Stand: Oktober 2012).
Mit Magadan besteht etwa zwischen 6 und 22 Uhr Busverbindung im 40-Minuten-Takt; die Fahrzeit beträgt 60 bis 70 Minuten.

## Zwischenfälle
Im Juni 2023 landete Air India Flug AI173 wegen eines Defekts in einem Triebwerk außerplanmäßig in Magadan.